# Melchisedech Longhena
Melchisedech Longhena (anche Melchisedec; territorio di Brescia, 1566 – Venezia, 30 maggio 1616) è stato uno scultore e ingegnere italiano, padre del più noto Baldassarre Longhena.

## Biografia
Nacque in una casata originaria di Longhena, nel Bresciano, figlio di Baldassarre e di Lucia. Nonostante sia il padre, sia suo nonno Giacomo fossero notai, Melchisedech era analfabeta, come dimostrano due lettere dettate al figlio a proposito della colonna della Giustizia di Udine. Da queste si evince anche il suo attaccamento per il denaro che trasmise a Baldassarre.
La sua famiglia, essendo da molti anni legata ai patrizi Cocco "di Santa Marina", intratteneva rapporti di lavoro a Venezia e attorno al 1590 il Longhena vi si trasferì assieme al fratello maggiore Francesco. All'epoca risultava già un abile tagliapietra e trovò impiego nel prestigioso cantiere di San Zaccaria, favorito dal fatto che, a un decennio di distanza dalla peste del 1576, erano state abolite le restrizioni verso i tagliapietra forestieri.
Da questo momento sino alla morte, il Longhena lavorò ai più importanti cantieri veneziani e collaborò con i più celebri architetti e artisti. Già nel 1592 risultava capomastro con bottega e in quello stesso anno assunse il primo dei sette garzoni che frequentarono la sua scuola sino al 1609 quando, probabilmente, si dedicò esclusivamente alla formazione del figlio.
Nel dicembre 1593 partecipò ai rifacimenti della cappella di San Sabba presso la chiesa di Sant'Antonin, assieme a Francesco Smeraldi, Palma il Giovane e Alessandro Vittoria. Nel 1600 la scuola del Santissimo Rosario lo assunse per costruire un altare nella scomparsa chiesa di San Domenico, basandosi su un progetto dello stesso Vittoria. Questi lo stimava tanto da affidargli la costruzione di una parte della sua tomba, ancora a San Zaccaria, nel 1605.
Collaborò a lungo con alcune famiglie di artigiani, quali i Paliari, i Roccataliata e i Grapiglia, che in seguito lavorarono anche con Baldassarre. Nel 1614 Girolamo Paliari lo contattò per erigere a Udine la colonna della Giustizia. Nel 1615 partecipò con Giovanni Grapiglia alla realizzazione dell'altare maggiore della cattedrale di Lesina.
Nel 1604 fu chiamato a progettare e costruire l'altare maggiore della chiesa di San Giorgio dei Greci, avviando un rapporto con la comunità ellenica che fu poi proseguito dal figlio. Si tratta dell'unica opera interamente ideata e costruita dal Longhena e dimostra le sue abilità di tagliapietra, ma anche le sue scarse capacità in qualità di progettista.
Nel 1610 fu incaricato dai gerosolimitani per lavorare nella chiesa di San Giovanni dei Furlani; in cambio, vi avrebbe potuto costruire la tomba di famiglia. Secondo Emanuele Cicogna, già nel 1603 il Longhena aveva tentato di realizzarle una, scolpendo una lapide per un mausoleo da collocare nella chiesa di Sant'Elena.